# Триптих
Триптих (грч. τρίπτυχος трослојан, од три слоја, трострук) је у ликовној уметности троделна слика у којој су на три плоче или платна изведене три самосталне композиције или фигуре, које су тематски или идејно повезане. 
Триптих као олтарна слика (ретабл, у готици и раној ренесанси) састоји се од већег средњег дела и два ужа крила, обично расклопива. Средња плоча, а понекад и крила, могу бити и рад у пластици (дрвени високи рељеф). Крила су са спољашње стране редовно осликана. Оквири су често богато резбарени. Мањи триптиси од слонове кости, служе као преносиви олтарићи, састављени од три плочице повезане шаркама и могу се отварати и затварати.
Израз триптих означава и дело из других уметничких грана (књижевности, музике) у којима су посредно или непосредно присутни битни делови триптиха (нпр. оперски Trittico (Triptih) Ђакома Пучинија.